# Mercè Mòdol
Mercè Mòdol (Terrassa, 1934)  És ceramista i pintora, i galerista i gestora cultural.
Mercè Mòdol va néixer a Terrassa però als deu anys va anar a viure a Valls. Va iniciar-se en la pintura amb els cursos de la Difusora Panamericana, una escola per correspondència. Posteriorment va ser alumna de la pintora Maria Teresa Sanromà i de Josep M. Tost. De 1967 a 1972 estudia ceràmica a l'Escola d'Art de Tarragona; amb Jordi Mercadé aprèn modelatge i emmotllat. L'any 1978 aprèn decoració de porcellana i aplicació d'or i plata al taller Muñoz de Barcelona.
L'any 1963 s'integra al Grup de Tardor, creat a Valls el 1960 per Delmiro Ruiz, Daniel Fàbregas, Francesc Llagostera, Jordi Rius i Joan Vallverdú, fins a la seva dissolució l'any 1971. Aquest mateix any participa en una mostra col·lectiva amb Jaume Solé, Mercè Ciurana i Joan Cunillera. L'any 1971 va començar a impartir classes de ceràmica a l'Escola d'Art de Valls, de la Diputació de Tarragona. També obté una menció honorifica per la seva tasca pedagògica, atorgada pel jurat internacional de pintura de Granada.
La primera mostra individual la fa el 1988 a la Sala Duna de Valls, amb ceràmiques de gran format. El 1989 exposa a l'Acadèmia de Belles Arts de Sabadell, ceràmiques de petit i gran format. En treballs posteriors la pintura ha guanyat presència i ha aconseguit una estreta relació entre les peces pictòriques i les ceràmiques, com en les obres que integraven la seva exposició “Sense Disfresa”, presentada al desembre de 1999 a la sala Julià – Espai d'Art, de Valls. A l'abril del 2005, després de quatre anys de no exposar, realitza una mostra individual formada essencialment per natures mortes, que anomena “Natura al pastel sec”, a la Sala Sant Roc de l'Institut d'Estudis Vallencs. Al mes d'octubre del 2008 es presenta al Palau Alenyà de Montblanc conjuntament amb Isabel Boltà i Josepa Filella, “Tres artistes, Tres comarques, Tres materials” 
Mercè Mòdol és una de les fundadores del grup Políedre l'any 1993 a Valls, integrat per artistes en el camp de les arts plàstiques. El grup estava format per: Isabel Boltà, esmaltadora; Manel Torres, Rosa Torreblanca, Ignasi Farré Plana i Genar Pascual, pintors; Josep Queralt, pintor i gravador, i Mercè Mòdol. Fan exposicions a Tarragona, Valls, Vilafranca del Penedès, Cambrils, Tortosa. Perpinyà, Calafell, Cambril, Sitges, entre altres poblacions.
Ha fet instal·lacions en espais públics amb el nom d'«Efímeres», una manera d'apropar l'art a la gent del carrer. Les seves instal·lacions es caracteritzen pel caràcter reivindicatiu. El juliol del 2002, juntament amb Carmen Rovira, Gabriel Duch, Rosa Torreblanca, Josep Queralt presenta a Figuerola del Camp «Cinc artistes amb muntatges». A la Riba (Alt Camp), el juliol i agost del 2004, presenta una instal·lació integrada per sis columnes de base quadrada amb fotografies de conflictes bèl·lics. El maig del 2009 fa una instal·lació a Alcover. Una de les darreres exposicions del grup es fa a la Sala Sant Roc de Valls. 
Conjuntament amb el seu marit, el poeta Gabriel Guash, munten la Galeria Ars, sala d'exposicions i botiga d'objectes artístics, on també té el taller de ceràmica. Aquesta galeria resta oberta de 1972 a 1977. Alguns dels artistes que passen per la sala són Antoni Tàpies, Canogar, Albert Ràfols-Casamada, Antoni Clavé, etc. També s'hi fan sengles homenatges als artistes vallencs Eduard Castells i Jaume Mecadé. 
El 1993, Mercè Mòdol i l'artista esmaltadora Isabel Boltà funden l'Associació d'Artesans de l'Alt Camp, que es presenta al Centre Català d'Artesania de la Generalitat a Barcelona, el 23 de febrer de 1994. Fan diverses exposicions arreu de Catalunya, entre les quals, «Calçant idees», a l'Institut d'Estudis Vallencs el gener del 2010. 
Mercè Mòdol no es considera artesana o artista; ella és una creadora i el que li és més significatiu és que la seva obra estigui ben feta i comuniqui. 

## Obra[calcitació]
Des d'un principi les obres en ceràmica de Mercè Mòdol tenen un plantejament molt personal. Una característica del seu treball és la barreja de materials, com ara la integració de peces de ceràmica sobre la fusta.
- 1971: participa en una mostra col·lectiva amb Jaume Solé, Mercè Ciurana i Joan Cunillera.
- 1988: primera mostra individual a la Sala Duna de Valls.
- 1989: exposa a l'Acadèmia de Belles Arts de Sabadell
- 1994: mostra inaugural al Centre català d'Artesania de la Generalitat a Barcelona.
- 1997: a la Sala Trinitaris de Vilafranca del Penedès
- 1999: exposició «Sense Disfressa» a la sala Julià – Espai d'Art, de Valls.
- 2002: es presenta a Figuerola del Camp «Cinc artistes amb muntatges»
- 2003: s'exposa a la mostra d'art del segle XX que organitza el Museu de Valls
- 2004: A la Riba, Alt Camp L'any 2005: mostra individual «Natura al pastel sec», a l'Institut d'Estudis Vallencs.
- 2008: es presenta al Palau Alenyà de Montblanc conjuntament amb Isabel Boltà i Josepa Filella, «Tres artistes, Tres comarques, Tres materials»
- 2009: fa una istal·lació a Alcover.
- 2010: «Calçant idees», a l'Institut d'Estudis Vallencs